# CKTV-DT
CKTV-DT est une station de télévision québécoise de langue française située à Saguenay détenue par la Société Radio-Canada et fait partie du réseau de ICI Radio-Canada Télé. Elle diffuse du sommet du Monts Valin.

## Histoire
Radio Saguenay Ltee, propriétaire de CKRS AM 590 depuis 1947, a obtenu une licence de diffusion du CBC Board of Governors (le prédécesseur du CRTC) afin d'opérer une nouvelle station au canal 12. CKRS-TV est entré en ondes le 1er décembre 1955, en utilisant des kinéscopes d'émissions principalement en français et quelques-uns en anglais jusqu'à ce qu'elle rejoigne le réseau micro-onde de Radio-Canada le 28 octobre 1957.
Cogeco Radio-Télévision inc. fait l'acquisition de CKRS-TV (et CKRS-TV-1 Saint-Fulgence) en 1998, et change le nom de la station pour CKTV-TV le 26 mars 1999. Cogeco vend 40 % de la station à Bell Globemedia, et CKTV devient propriété de TQS Inc. Le 26 juin 2008, le CRTC approuve l'achat par Radio-Canada des effectifs de CKSH-TV Sherbrooke, CKTM-TV Trois-Rivières et CKTV-TV Saguenay.
Le fonds d'archives de CKRS Télévision est conservé au centre d'archives du Saguenay de Bibliothèque et Archives nationales du Québec.

## Télévision numérique terrestre et haute définition
Un signal haute définition de CKTV a été offert aux abonnés de Vidéotron durant l'été 2011.
Lors de l'arrêt de la télévision analogique et la conversion au numérique qui a eu lieu le 1er septembre 2011, CKTV a mis fin à la diffusion en mode analogique du canal 12 au Mont Valin à minuit et a commencé à diffuser en mode numérique sur le même canal quelques minutes plus tard dans le format 720p. Son ré-émetteur de Saint-Fulgence continue de diffuser en mode analogique.

### Transmetteurs
En avril 2012, à la suite des compressions budgétaires, Radio-Canada a annoncé la fermeture de tous les émetteurs analogiques ci-dessous dès le 31 juillet 2012. L'émetteur numérique de Saguenay restera en fonction.

## Le Téléjournal Saguenay–Lac-Saint-Jean
Le Téléjournal Saguenay–Lac-Saint-Jean est le bulletin d'information locale sur les ondes de la chaîne. Il est diffusé tous les soirs à 18 heures dans la grande région du Saguenay–Lac-Saint-Jean, au Québec. L'émission est diffusée en français.
L'émission est animée par Roger Lemay en semaine, et Mélanie Patry en fin de semaine. Durant ce bulletin d'information, l'équipe met l'accent sur les nouvelles locales. On y présente également les nouvelles nationales, internationales, économiques, la météo, les arts et spectacles puis les sports.
Les locaux accueillant l'équipe d'une quinzaine de personnes sont situés à Saguenay dans l'arrondissement de Chicoutimi.